# Коцьк (гміна)
Гміна Коцьк (пол. Gmina Kock) — місько-сільська гміна у східній Польщі. Належить до Любартівського повіту Люблінського воєводства.
Станом на 31 грудня 2011 у гміні проживало 6794 особи.

## Площа
Згідно з даними за 2007 рік площа гміни становила 100.62 км², у тому числі:
- орні землі: 71.00%
- ліси: 17.00%

Таким чином, площа гміни становить 7.80% площі повіту.

## Населення
Станом на 31 грудня 2011:
| Опис     | Загалом | Загалом | Чоловіки | Чоловіки | Жінки | Жінки |
| -------- | ------- | ------- | -------- | -------- | ----- | ----- |
| одиниця  | осіб    | %       | осіб     | %        | осіб  | %     |
| все      | 6794    | 100     | 3324     | 48.93    | 3470  | 51.07 |
| міське   | 3465    | 100     | 1664     | 48.02    | 1801  | 51.98 |
| сільське | 3329    | 100     | 1660     | 49.86    | 1669  | 50.14 |

## Сусідні гміни
Гміна Коцьк межує з такими гмінами: Боркі, Фірлей, Єзьожани, Міхів, Острувек, Серокомля.